# Ceraclea ruthae
Ceraclea ruthae là một loài Trichoptera trong họ Leptoceridae. Chúng phân bố ở miền Tân bắc.